# Prijsvorming
Prijsvorming is het economische proces dat bepaalt tegen welke prijs goederen en diensten worden verhandeld. 
De prijsvorming is een van de verschijnselen die in de economische wetenschap worden bestudeerd.  
Bij het vraagstuk met betrekking tot prijsvorming staan zowel micro- als macro-economische theorieën centraal.

## Vraag en aanbod model
In de economisch zuiverste vorm wordt een prijs van een goed bepaald door het vraag-en-aanbodmodel. Hierbij bestaat er een groep aanbieders van een goed en een groep afnemers van een goed (volledige mededinging). In eerste instantie zullen de aanbieders, ofwel producenten, een product vervaardigen en hier een prijs voor rekenen. De afnemers, ofwel consumenten kunnen nu kiezen dit goed te kopen, of te wachten tot een andere producent een mogelijke prijsverlaging doorvoert. De consument verwacht namelijk dat er altijd wel een producent is die het product voor een iets lagere prijs wil verkopen dan de dan gangbare prijs (vastgesteld door de producent). Maar, dit proces kan natuurlijk niet oneindig doorgaan, want de producent zal ook nog wat moeten verdienen aan zijn product. Op den duur zal daarom de prijs van een product zich stabiliseren in een evenwicht. Simpel gezegd kan in dit punt het gros van de consumenten en producenten zich vinden in de prijs: de consument voelt zich niet afgezet, en de producent kan zijn kosten net dekken met zijn opbrengsten. Deze evenwichtsprijs vormt dan de nieuw geldende marktprijs. Dat dit vaak niet de meest effectieve manier van prijsvorming blijkt, zien we bijvoorbeeld terug in het varkenscyclusmodel. Belangrijke kanttekening bij deze uitleg is dat deze redenering voornamelijk, zo niet uitsluitend op gaat bij markten gekenmerkt door relatief veel aanbieders (producenten) en relatief veel afnemers (consumenten). Daarbij moeten goederen ook niet te kunnen onderscheiden zijn van elkaar, omdat een consument makkelijk van producent moet kunnen switchen als hem de prijs of kwaliteit niet aanstaat. Zulk soort goederen noemen we homogene goederen. Een voorbeeld hiervan zijn bijvoorbeeld aardappelen.

## Alternatieve prijsvormingsmodellen
Daarnaast houdt vooral de micro-economie zich bezig met alternatieve manieren voor prijsvorming. Deze prijsvormingstheorieën gaan zowel over homogene als heterogene goederen, ofwel goederen die wel duidelijk van elkaar te onderscheiden zijn. Een voorbeeld hiervan zijn auto's: elke automerk maakt in principe hetzelfde product, maar door verschillen in design, brandstofverbruik of exclusiviteit verschillen de producten in de ogen van de consument enorm. Prijsvorming voor deze producten is lastiger, omdat hier de marktwerking, zoals in het eerste voorbeeld, maar voor een deel de prijs bepaalt. De marktvorm speelt in dit geval een grote rol bij het prijzen van dit soort producten. 
Zo zal bij een markt gekenmerkt door een monopolie (1 aanbieder) de vrijheid om een woekerprijs te vragen groot zijn: de consument heeft toch geen ander alternatief voor het product. Het begrip prijselasticiteit vormt een van de kernpunten van de berekening van de 'hoogst haalbare prijs'  voor de producent, ofwel de 'winstmaximerende prijs'.
Bij een oligopolie is het zowaar nog lastiger. Stel er bestaan slechts twee aanbieders van vluchten van Rotterdam naar Madrid: luchtvaartmaatschappij A en B (een zogenaamd duopolie). Stel dat beide op 'dit moment' allebei een prijs hanteren van 55 euro per vlucht. Als maatschappij A nu op een gegeven moment stiekem in de krant adverteert met een prijs van 40 euro per vlucht, zullen alle consumenten meteen overstappen naar maatschappij A. Maatschappij B zou al zijn klanten verliezen! Als tegenactie zal maatschappij B daarom de accountants ook aan het werk zetten om te snijden in de kosten, en waarempel: de week na de aankondiging van de lagere prijs van maatschappij A komt maatschappij B met een tegenadvertentie: 35 euro per vlucht! Ook dit kan niet eeuwig zo doorgaan, en er bestaan daarom enkele oplossingen voor dit probleem:
Kartel: beide maatschappijen sluiten een prijsafspraak af voor hun vluchten. Ze komen bijvoorbeeld overeen allebei 55 euro voor hun vlucht te vragen, waardoor ze allebei een stukje winst meepakken. Deze afspraken zijn echter verboden, omdat ze er vaak voor zorgen dat de prijs onnodig hoog wordt bepaald, wat nadelig is voor de consument. Daarnaast werkt een prijsafspraak concurrentie tegen. In Nederland ziet de Autoriteit Consument en Markt (ACM) er op toe dat er geen verboden prijsafspraken worden gesloten.
Doodconcurreren: als een van de maatschappijen weet dat de andere maatschappij een beetje krap bij kas zit, kan ze doorgaan met het vragen van de lage prijs. Op een gegeven moment zal de maatschappij met het minste geld kopje onder gaan: de kosten kunnen niet langer voldaan worden met de opbrengsten en de (eventuele) liquide middelen die de maatschappij nog had.
Diversificeren: een van de maatschappijen kan proberen nieuwe consumentengroepen aan te boren door hun product iets te laten afwijken van dat van de concurrent. In het voorbeeld zouden de maatschappijen bijvoorbeeld verschillende (luxere) toestellen kunnen gaan gebruiken, of juist helemaal niet (low budget).
Prijs=kosten: waar het vaak op uitdraait is dat de prijs zover naar beneden wordt gedreven dat de kosten nog maar net worden gedekt. Dat wil niet zeggen dat er geen winst meer wordt gemaakt, deze is als het ware al verwerkt in de kosten van de producent. In dit geval moet wel opgemerkt worden dat ervan uit wordt gegaan dat beide maatschappijen ongeveer evenveel kosten maken per vlucht. Een eenduidige prijs zou anders niet op te maken zijn.